# Переволочнянська сільська рада (Прилуцький район)
Переволочнянська сільська́ ра́да — адміністративно-територіальна одиниця та орган місцевого самоврядування у Прилуцькому районі Чернігівської області. Адміністративний центр — село Переволочна.

## Загальні відомості
Переволочнянська сільська рада утворена у 1922 році.
- Територія ради: 24,524 км²
- Населення ради: 689 осіб (станом на 2001 рік)

## Населені пункти
Сільській раді підпорядковані населені пункти:
- с. Переволочна

## Склад ради
Рада складається з 12 депутатів та голови.
- Голова ради: Сметанник Ольга Миколаївна
- Секретар ради: Рижкова Тетяна Михайлівна

### Керівний склад попередніх скликань
| Прізвище, ім'я, по батькові  | Основні відомості                                                                                  | Дата обрання | Дата звільнення |
| ---------------------------- | -------------------------------------------------------------------------------------------------- | ------------ | --------------- |
| Кисіль Наталія Олександрівна | Сільський голова, 1958 року народження                                                             | 26.03.2006   | 31.10.2010      |
| Сметанник Ольга Миколаївна   | Сільський голова, 1968 року народження, освіта вища, член Всеукраїнського об'єднання «Батьківщина» | 31.10.2010   |                 |

Примітка: таблиця складена за даними сайту Верховної Ради України

### Депутати
За результатами місцевих виборів 2010 року депутатами ради стали:

#### За суб'єктами висування
| Суб'єкт висування            | Кількість обраних депутатів | %    |
| ---------------------------- | --------------------------- | ---- |
| Самовисування                | 8                           | 66,7 |
| Народна партія               | 2                           | 16,7 |
| Соціалістична партія України | 2                           | 16,7 |

#### За округами
| № округу                     | Прізвище, ім'я, по батькові      | Дата визнання обраним | Освіта             | Партійна приналежність             | Відомості про обраного депутата  |
| ---------------------------- | -------------------------------- | --------------------- | ------------------ | ---------------------------------- | -------------------------------- |
| Народна Партія               |                                  |                       |                    |                                    |                                  |
| 3                            | Повх Григорій Миколайович        | 02.11.2010            | середня спеціальна | позапартійний                      | Прилуцьке лісництво, лісник      |
| 12                           | Колесник Олександр Миколайович   | 02.11.2010            | вища               | член Народної партії               | Прилуцьке лісництво, лісничий    |
| Соціалістична партія України |                                  |                       |                    |                                    |                                  |
| 4                            | Сторчило Михайло Трохимович      | 02.11.2010            | середня спеціальна | член Соціалістичної партії України | пенсіонер                        |
| 7                            | Тютюнник Володимир Володимирович | 02.11.2010            | середня            | член Соціалістичної партії України | тимчасово не працює              |
| Самовисування                |                                  |                       |                    |                                    |                                  |
| 1                            | Рижкова Тетяна Михайлівна        | 02.11.2010            | вища               | позапартійна                       | сільськарада, секретар           |
| 2                            | Логвиненко Надія Єлисеївна       | 02.11.2010            | середня спеціальна | позапартійна                       | сільська рада, бухгалтер         |
| 5                            | Жмака Тетяна Олександрівна       | 02.11.2010            | вища               | позапартійна                       | тимчасово не працює              |
| 6                            | Подоляко Ольга Миколаївна        | 02.11.2010            | вища               | позапартійна                       | сільська бібліотека, завідувач   |
| 8                            | Клязника Надія Іванівна          | 02.11.2010            | середня спеціальна | позапартійна                       | будинок культури, директор       |
| 9                            | Сердюк Наталія Юріївна           | 02.11.2010            | вища               | позапартійна                       | тимчасово не працює              |
| 10                           | Сторчило Марія Юріївна           | 02.11.2010            | середня спеціальна | позапартійна                       | лікарська амбулаторія, медсестра |
| 11                           | Буймистер Лариса Миколаївна      | 02.11.2010            | середня спеціальна | позапартійна                       | лікарська амбулаторія, медсестра |